# Insurreição de São Leopoldo
A Insurreição de São Leopoldo foi um episódio ocorrido durante a Revolução Farroupilha ao dia 21 de janeiro de 1836, quando rebeldes farrapos, comandados pelo Capitão Hermann von Salisch convenceram os colonos alemães da Colônia São Leopoldo a se amotinarem contra os comandantes imperiais que ali ocupavam a colônia, o Brigadeiro Gaspar Francisco Menna Barreto e João do Canto e Melo, o Visconde de Castro.

## História
O pomerano Hermann von Salisch era a principal figura que representava os interesses dos rebeldes farroupilhas dentro da Colônia São Leopoldo, havendo se instalado lá em 1824 após a dissolução de sua unidade, o 27º Batalhão de caçadores, no qual fazia parte do oficialato. Em 1836, após a tomada de Porto Alegre um ano antes pelos Farroupilhas, Salisch foi de Porto Alegre para a colônia com ordens de fazer o possível para debandar os legalistas que, liderados pelo brigadeiro Gaspar Francisco Menna Barreto, estavam alocados em São Leopoldo. Salisch, comandando um número de 50 brasileiros e alguns colonos, se defrontou “com as forças superiores do brig. Menna Barreto: cerca de 50 lusos, 80 alemães cavalarianos e 200 na infantaria, que se deslocavam para ocupar a margem esquerda do rio dos Sinos”.
O líder farroupilha conseguiu permissão para ter rápida conversa com o brigadeiro. Em seguida, passou a discursar para seus conterrâneos que formavam a tropa legalista, em alemão, língua que Menna Barreto não compreendia. Salvo o mistério do conteúdo das palavras de Salisch, o fato é que sua fala convenceu os alemães a abandonar as fileiras imperiais, muitos aderindo às hostes farroupilhas e outros se retirando para suas casas.